# Jörg Schreyögg
Jörg Georg Schreyögg (* 5. April 1914 in Karlsruhe; † 7. Oktober 1997 in Traunstein) war ein deutscher Maler und Grafiker.

## Leben
Schreyögg war Sohn des 1870 in Aitrang geborenen Kunstprofessors Georg Schreyögg. Jörg Schreyögg studierte von 1932 bis 1934 an der Kunstakademie Karlsruhe bei August Babberger, Wilhelm Schnarrenberger und Karl Hubbuch, dann an der Akademie für Angewandte Kunst in München bei Fritz Helmuth Ehmcke. Er lebte als Maler von 1945 bis 1950 in Mittenwald, dann in Bonn und München. Im Jahre 1970 verlegte er seinen Wohnsitz nach Thauernhausen bei Seebruck am Chiemsee. Dort war er am nahegelegenen Gymnasium Landschulheim Schloss Ising mehrere Jahre als Kunstlehrer tätig.

## Werk
Schreyöggs künstlerische Schwerpunkte waren Aquarelle und Landschaftszeichnungen. Er war auch lehrend tätig. Ausstellungen seiner Werke fanden in den 1990er Jahren im Münchner Haus der Kunst, in Mittenwald und Seebruck statt. Schreyögg war unter anderem in den 1950er Jahren in Calasetta auf Sardinien als expressionistischer Kirchenmaler tätig.